# Erika Flores
Erika Flores (født 2. november 1979) er en amerikansk skuespiller, bedst kendt for at spille rollen som Colleen Cooper i tv-serien Lille doktor på prærien. Erika Flores forlod rollen som Colleen i 1995, på grund af uenighed omkring løn samt personlige grunde i midten af tredje sæson. Jessica Bowman overtog rollen som Colleen.